# Ячко Иванов
Ячко Павлов Иванов е български учен, академик на Българската академия на науките, инженер реолог. Директор е на Академичното издателство „Марин Дринов“ на БАН от 2005 г.

## Образование и степени
Завършва висше образование (хидроинженерство) в Одеския инженерно-строителен институт (днес Одеска държавна академия по строителство и архитектура), Одеса, Украйна (1957).
По-късно след защита на съответната дисертация получава научна степен:
- кандидат на техническите науки – в Чехословашката академия на науките (1970), и
- доктор на техническите науки – в Българската академия на науките (1988).

## Професионална кариера
- 1957 – 1960: инженер-хидростроител, язовир „Тополница“ на река Тополница
- 1960 – 1968: научен сътрудник, ИВСС на БАН
- 1968 – 1971: научен сътрудник, Институт по техническа механика на БАН
- 1971 – 1993: старши научен сътрудник (1971) и професор (1989), Централна лаборатория по физико-химична механика на БАН
  - 1972 – 1988: ръководител на проблемна група
  - 1988 – 1993: ръководител на секция „Реология на структурираните системи“
  - 1992 – 1993: директор на ЦЛФХМ на БАН
- 1973 – 1983: хоноруван преподавател по „Строителни материали“, ВИАС
- 1979 – 1980: гост-професор, Университет „Мак Гил“ (Монреал, Канада)
- 1982 – 1986: научен секретар на БАН
- 1986 – 1991: заместник главен научен секретар на БАН
- 1993 – 1994: професор, Парижко национално висше минно училище (Дуе, Франция)
- 1997 – 2000: професор, Русенски университет „А. Кънчев“ (Технологичен колеж, Разград)
- 2000 (и понастоящем) гост-професор, Институт по механика на БАН

## Научна дейност
Интереси: реология, физико-химична механика, нанотехнологии и интелигентни материали, методология на научното изследване, реология и екология на полимерни процеси, технология на опазването на околната среда, технология и развойна политика, непрекъснато обучение.
Автор и съавтор е на 10 изобретения и патента в областта на композитните материали.
Публикации – 220 (вкл. 3 монографии), като 60 % в реномирани международни и чуждестранни издания.
Лекции и доклади в чужбина – над 80.
Докторанти (ръководени и консултирани) – над 20, вкл. 6 в чужбина, някои са вече професори.

## Членство
Академии:
- Българска академия на науките: член-кореспондент (1995), академик (2003)
- Нюйоркска академия на науките (1980)
- Международна инженерна академия (1995)

Член е и на организациите:
- Съюз на изобретателите в България
- Съюз на учените в България (1961)
- НТС по строителство – председател
- Българско дружество по биореология – почетен член
- Българско реологично дружество – председател
- Американско дружество по реология (1980)
- Британско дружество по реология (1984)
- Европейско дружество по реология – основател (1999)
- Френска група по реология (1991)
- Европейски комитет по реология (1980)
- Международен комитет по реология (1980)
- Международно дружество по полимерни процеси (1986)
- Българско полимерно дружество (1995)
- Фондация „Еврика“ – председател на Съвета

## Награди
- Медал за трудово отличие – за строителството на яз. „Тополница“
- Орден „Св. св. Кирил и Методий“ III ст.